# Lotte van Dam
Pour les articles homonymes, voir Van Dam.
 (janvier 2019).
Lotte van Dam, née le 20 avril 1969 à Gouda, est une réalisatrice et actrice néerlandaise.

## Filmographie

### Réalisatrice
- 2000-2004 : Romeo en Julia
- 2004 : Bagdad
- 2004-2005 : It's my life
- 2005 : Herodes

### Actrice
- 1991 : Het labyrint der lusten (nl) : La courtière
- 1991-1996 : Goede tijden, slechte tijden : Dian Alberts